# Venus Doom
Venus Doom es el sexto álbum de estudio de la banda HIM, publicado el 14 de septiembre de 2007 en Alemania, Finlandia, Suecia e Irlanda, el 17 de septiembre de 2007 internacionalmente y el 18 de septiembre de 2007 en Estados Unidos y Canadá. Ville Valo ha dicho que este es su álbum más heavy, con música comparable a la de Metallica. Venus Doom tiene la canción más larga y más corta de HIM, siendo éstas "Sleepwalking Past Hope" (10:01) y la acústica "Song or Suicide" (1:10). El álbum está producido por Tim Palmer (Ozzy Osbourne, Dredg) y Hiili Hiilesmaa (The 69 Eyes, Apocalyptica). Ville Valo contó a la revista Kerrang! que algunas canciones fueron escritas en el mismo período. Venus Doom es el primer álbum de estudio de HIM que presenta una canción en la que el único instrumento es una guitarra acústica, además de la voz.
El álbum contiene nueve canciones que representan los nueve círculos del infierno de La divina comedia de Dante. La versión acústica de Bleed Well hace referencia a esto. La versión acústica de Bleed Well contiene un verso que fue eliminado de la grabación final, que contenía la línea 'we'll descend to the ninth and last, where we're judged', refiriéndose a la siguiente pista, Cyanide Sun. El 26 de septiembre el álbum debutó en el puesto 12 en EE. UU., con 38.000 copias vendidas. Alcanzó el 31 en el Reino Unido. En Finlandia llegó al puesto 2 y en Alemania debutó con el 3. Es el único disco de HIM que cuenta dentro de sus canciones con una eyaculación femenina, lo que causó controversia en este álbum.
En la 50 edición de la ceremonia de los Grammy, Matt Taylor y Ville Valo fueron nominados por Venus Doom. Venus Doom no ganó, y su premio lo obtuvo What It Is!: Funky Soul and Rare Grooves (1967-1977).

## Carátula
Fue pintada por el artista David Harouni. Ville Valo pujó por una pintura de Harouni en su galería de Nueva Orleans y después le preguntó si podía usarla como carátula para un disco. La pintura se usa en la edición normal del disco.

## Presentación de las canciones
La banda tocó "Dead Lovers' Lane" en directo en el "Give it a Name Festival" en Birmingham, Inglaterra, el 28 de abril de 2007 y en Glasgow, Escocia, el 29 de abril. La banda tocó también "The Kiss of Dawn" y "Passion's Killing Floor" el 7 de julio de 2007 en Bruselas, Bélgica.
Algunas canciones del álbum fueron publicadas antes de su lanzamiento, como la canción "Venus Doom" y también "Passion's Killing Floor", que aparece en la banda sonora de la película Transformers

## Lista de canciones
1. "Venus Doom" - 5:08
2. "Love in Cold Blood" - 5:54
3. "Passion's Killing Floor" - 5:10
4. "The Kiss of Dawn" - 5:54
5. "Sleepwalking Past Hope" - 10:02
6. "Dead Lovers' Lane" - 4:28
7. "Song or Suicide" - 1:10
8. "Bleed Well" - 4:24
9. "Cyanide Sun" - 5:54
10. "Love in Cold Blood (Special K Remix)[1]" - 4:25 *
11. "Dead Lovers' Lane (Special C616 Remix)[1]" - 4:29 *
12. "Bleed Well" (Acoustic)" - 3:53 *
13. "Killing Loneliness" (Live) - 4:21*
14. "Rip out the Wings of a Butterfly" (Live) - 3:19*

- * - pista disponible en la edición especial de Venus Doom